# DAOKO
DAOKO(다오코, だをこ, 1997년 3월 4일 ~ )는 도쿄 출신의 일본 가수이자 래퍼이다. 그녀의 경력은 15세였던 2012년에 니코니코 동화에 업로드된 동영상 중 하나가 주목을 받으면서 시작되었다.

## 경력
DAOKO라는 이름은 원래 그녀의 웹 별명이었다.
첫 투어는 2016년 1월 15일 일본 도쿄의 츠타야 O-이스트(Tsutaya O-East)에서 시작되었다. DAOKO는 MTV 비디오 뮤직 어워즈 재팬 2015에서 넥스트 브레이크 아티스트(Next Break Artist) 후보로 지명되었다.
m-flo 등 여러 일본 아티스트의 주목을 받아 2013년 두 아티스트의 협업으로 싱글 "IRONY"를 프로듀싱했으며, 영화 "매의 발톱 ~ 아름다운 엘리에일 탈취 플러스 ~"(鷹の爪~美しきエリエール消臭プラス~)의 주제가로 지정되었다.
DAOKO는 2012년 12월 5일 로우 하이 후? 프로덕션(Low High Who? Production)을 통해 첫 번째 앨범 Hyper Girl을 발매했다. 2014년 11월 21일 TeddyLoid가 작곡한 뮤직 비디오 "ME!ME!ME!"에서 보컬로 큰 주목을 받았다. DAOKO는 2015년 2월 4일 앨범 Dimension을 발매한 후 로우 하이 후 ? 프로덕션을 떠났고 이후 블로그를 폐쇄했다. 2017년 그녀와 요네즈 켄시는 애니메이션 영화 쏘아올린 불꽃, 밑에서 볼까? 옆에서 볼까? (2017년 영화)의 주제곡으로 사용된 "우치아게하나비"라는 노래를 불렀다.
2018년 DAOKO는 제69회 NHK 홍백가합전에 참석했다. 2023년 필리핀에서 열리는 코스프레 마니아(Cosplay Mania)에서 공연했다.